# Kategoria e dytë
Kategoria e dytë ist die dritthöchste professionelle Liga des albanischen Fußballs, ausgerichtet von der Federata Shqiptare e Futbollit. Die Kategoria e dytë hat zwei Gruppen, eine nördliche und eine südliche.
Die Nord- und die Süd-Gruppe verfügen über je 12 Mannschaften; früher waren es jeweils 10 Mannschaften gewesen. Die beiden Gruppensieger steigen in die nächsthöhere Liga, die Kategoria e parë, auf. Auch die jeweiligen Teams auf den Plätzen zwei bis fünf haben die Chance in einer vorherigen Play-off-Runde gegen die Teams auf den Plätzen 9 der Kategoria e parë aufzusteigen. Die jeweils Letzten der Staffeln steigen in die vierte und damit unterste Spielklasse in Albanien, die Kategoria e tretë, ab.
Am Ende der Saison spielen die beiden Staffelsieger ein Entscheidungsspiel um den Meistertitel.